# 1067

## Úmrtí
- 25. ledna – Jing-cung (Sung), vládce čínské říše Sung (* 16. února 1032)
- 1. září – Balduin V. Flanderský , flanderský hrabě a regent Francouzského království (* ?)
- ? – Konstantin X. Dukas, byzantský císař (* 1006)
- ? – Alžběta Kyjevská, norská královna, manželka Haralda III. (* 1025)

## Hlavy států
- České knížectví – Vratislav II.
- Papež – Alexandr II.
- Svatá říše římská – Jindřich IV.
- Anglické království – Vilém I. Dobyvatel
- Aragonské království – Sancho Ramírez
- Barcelonské hrabství – Ramon Berenguer I. Starý
- Burgundské vévodství – Robert I. Starý
- Byzantská říše – Konstantin X. Dukas / Romanos IV. Diogenes a Michael VII. Dukas
- Dánské království – Sven II. Estridsen
- Francouzské království – Filip I.
- Kyjevská Rus – Izjaslav I. Jaroslavič
- Kastilské království – Sancho II. Silný
- Leonské království – Alfons VI. Statečný
- Navarrské království – Sancho IV.
- Norské království – Magnus II. Haraldsson+ Olaf III. Mírný
- Polské knížectví – Boleslav II. Smělý
- Skotské království – Malcolm III.
- Švédské království – Stenkil / Erik (VII.) Stenkilsson x Erik (VIII.) Pohan
- Uherské království – Šalamoun